# Archontophoenicinae
Archontophoenicinae es una subtribu de plantas con flores de la familia de las palmeras (Arecaceae).
Comprende cinco géneros de medianos a grandes árboles. Las hojas son pinnadas.  Las inflorescencias están ramificadas de dos a tres veces. Las hojas y brácteas de la inflorescencia del tallo son similares.  
Los representantes se limitan a Nueva Guinea, Australia y Nueva Caledonia. 
El grupo de cuatro de las cinco especies es a menudo considerado como monofilético, aunque el género Actinorhytis rara vez forma parte del mismo clado, y su posición es aún incierta.

## Géneros
Según Wikispecies
- Actinokentia -
- Archontophoenix -
- Chambeyronia -
- Hedyscepe -
- Kentiopsis -
- Mackeea -
- Rhopalostylis

Según GRIN
- Actinokentia Dammer
- Actinorhytis H. Wendl. & Drude
- Archontophoenix H. Wendl. & Drude
- Chambeyronia Vieill.
- Kentiopsis Brongn.
- Loroma O. F. Cook = Archontophoenix H. Wendl. & Drude
- Mackeea H. E. Moore = Kentiopsis Brongn.[1]